# ティージス駅
ティージス駅（ティージスえき）はオーストリア連邦フォアアールベルク州フェルトキルヒ郡にある、オーストリア国鉄401号線の駅である。

## 駅構造

### ホーム
1面1線の地上駅。
| 路線    | 方向   | 行先               | 備考 |
| ------- | ------ | ------------------ | ---- |
| 401号線 | 北方向 | フェルトキルヒ方面 | 普通 |
| 401号線 | 南方向 | ブクス方面         | 普通 |

### ダイヤ[1]
平日に限り、普通列車が、一日5-8往復が停車する。土曜日・休日は全列車が通過する。なお、停車する全列車が、スイス - リヒテンシュタイン - オーストリアの3ヶ国を結ぶ国際列車である。

## 隣の駅
オーストリア国鉄
401号線
普通
ネンデルン駅 - ティージス駅 - ギージンゲン駅

## その他
オーストリア最西端の駅で、リヒテンシュタインとの国境に近い。なお、西隣のネンデルン駅は、リヒテンシュタイン最東端（休止中の駅を除く）の駅である。